# Budi Aji
Budi Aji is een bestuurslaag in het regentschap Mesuji van de provincie Lampung, Indonesië. Budi Aji telt 2718 inwoners (volkstelling 2010).